# A rózsaszín ruha
A Rózsaszín ruha (La Robe rose) Jean Frédéric Bazille francia festő alkotása, amely a párizsi Musée d’Orsay gyűjteményének része.

## Keletkezése
Bazille 1862-ben költözött szülővárosából, Montpellier-ből Párizsba, hogy orvosi tanulmányokat végezzen. Miközben egyetemre járt, gyakran felkereste Charles Gleyre műtermét, ahol összebarátkozott a későbbi impresszionista alkotók egy részével, és eljárt velük szabad téri festéseikre. Különösen érdekelte a tájak és emberi alakok megjelenítése természetes fényben. Az 1864 nyarán festett Rózsaszín ruha korai példája ennek a törekvésének.
A festményen látható nő Thérèse des Hours, Bazille egyik unokatestvére. A kép a család mérici birtokán, Montpellier közelében, a kert hátsó teraszán készült, ahonnan rá lehetett látni a falura. Thérèse des Hours egyszerű, vertikálisan csíkozott, rózsaszín-ezüstszürke ruhát és fekete kötényt visel. A figura a szemlélőnek hátat fordít, a település sárgás háztetői felé néz. A kompozíciót fák keretezik, amelyek kihangsúlyozzák a kontrasztot a közeli és távoli tárgyak között. Ez a technika a barbizoni iskola festőire, például Théodore Rousseau-ra volt jellemző. Az előkészítő munkák során a festő még hagyományos portréhelyzetben, a szemlélő felé fordulva akarta ábrázolni unokatestvérét.
Jean Frédéric Bazille 1870-ben elesett a porosz–francia háborúban, képei családjára maradtak. Fivérétől, Marc Bazille-tól 1924-ben került a francia államhoz a festmény, amely 1925 és 1929 között a Musée du Luxembourg gyűjteményének rész volt, majd a Louvre-ba került. 1986 óta a Musée d’Orsay-ban látható.